# Oh Young-Ki
Oh Young-Ki, južnokorejski rokometaš, * 11. november 1965.
Leta 1988 je na poletnih olimpijskih igrah v Seulu v sestavi južnokorejske rokometne reprezentance osvojil srebrno olimpijsko medaljo.